# 列夫·巴柳泽克
列夫·费奥多罗维奇·巴柳泽克（俄语：Лев Фёдорович Баллюзе́к，1822年12月10日—1879年4月7日（19日）），或德译作路易斯·海因里希·巴卢塞克（德語：Louis Heinrich von Balluseck），是俄国的外交官、政治家、炮弹专家，中将，曾担任驻清朝公使、图尔盖地区军事总督。